# Fedele Gentile
Fedele Gentile (Montenero di Bisaccia, 28 gennaio 1908 – Roma, 16 dicembre 1993) è stato un attore italiano, caratterista in oltre 110 film nel periodo che va dal 1931 al 1982.

## Biografia
È principalmente noto per i ruoli interpretati nei film Bengasi, Canal Grande e Il capitano nero. Ha utilizzato anche gli pseudonimi Roland Gray e Fidel Green.

## Filmografia
- L'uomo dall'artiglio, regia di Nunzio Malasomma (1931)
- Aurora sul mare, regia di Giorgio Simonelli (1934)
- Cavalleria, regia di Goffredo Alessandrini (1936)
- Luciano Serra pilota, regia di Goffredo Alessandrini (1938)
- Inventiamo l'amore, regia di Camillo Mastrocinque – non accreditato (1938)
- Crispino e la comare, regia di Vincenzo Sorelli (1938)
- Il socio invisibile, regia di Roberto Roberti (1939)
- Ultima giovinezza, regia di Jeff Musso (1939)
- Follie del secolo, regia di Amleto Palermi (1939)
- Io, suo padre, regia di Mario Bonnard (1939)
- Papà Lebonnard, regia di Jean de Limur – non accreditato (1939)
- Giuliano de' Medici, regia di Ladislao Vajda (1940)
- Il ponte dei Sospiri, regia di Mario Bonnard (1940)
- Rosa di sangue, regia di Jean Choux (1940)
- Capitan Fracassa, regia di Duilio Coletti (1940)
- Scarpe grosse, regia di Dino Falconi – non accreditato (1940)
- il ponte di vetro, regia di Goffredo Alessandrini (1940)
- Ridi pagliaccio, regia di Camillo Mastrocinque (1941)
- Il cavaliere senza nome, regia di Ferruccio Cerio  (1941)
- Anime in tumulto, regia di Giulio Del Torre (1941)
- L'amante segreta, regia di Carmine Gallone (1941)
- Nozze di sangue, regia di Goffredo Alessandrini (1941)
- I sette peccati, regia di Ladislao Kish (1941)
- Gente dell'aria, regia di Esodo Pratelli (1942)
- Fedora, regia di Camillo Mastrocinque – non accreditato (1942)
- L'ultimo addio, regia di Ferruccio Cerio (1942)
- La danza del fuoco, regia di Giorgio Simonelli (1942)
- Bengasi, regia di Augusto Genina (1942)
- I quattro di Bir El Gobi, regia di Giuseppe Orioli (1942)
- Il treno crociato, regia di Carlo Campogalliani – non accreditato (1943)
- Canal Grande, regia di Andrea Di Robilant (1943)
- Il nostro prossimo, regia di Gherardo Gherardi e Giuseppe Aldo Rossi (1943)
- Tutta la città canta, regia di Riccardo Freda – non accreditato (1943)
- I dieci comandamenti, regia di Giorgio Walter Chili (1945)
- Roma città libera, regia di Marcello Pagliero (1946)
- Felicità perduta, regia di Filippo Walter Ratti (1946)
- Se vuoi goder la vita..., regia di Riccardo Cassano (1946)
- Il corriere di ferro, regia di Francesco Zavatta (1946)
- Sono io l'assassino, regia di Roberto Bianchi Montero (1947)
- Fumeria d'oppio, regia di Raffaello Matarazzo (1947)
- Lo sciopero dei milioni, regia di Raffaello Matarazzo (1947)
- Vendetta nel sole (A man about the house), regia di Leslie Arliss – non accreditato (1947)
- Eleonora Duse, regia di Filippo Walter Ratti (1947)
- 11 uomini e un pallone, regia di Giorgio Simonelli (1948)
- La sepolta viva, regia di Guido Brignone (1948)
- La mascotte dei diavoli blu, regia di Carlo Baltieri (1948)
- I pirati di Capri, regia di Edgar G. Ulmer e Giuseppe Maria Scotese (1948)
- Una lettera all'alba, regia di Giorgio Bianchi (1948)
- Le due sorelle, regia di Mario Volpe (1950)
- Il capitano nero, regia di Giorgio Ansoldi (1950)
- Gli inesorabili, regia di Camillo Mastrocinque (1950)
- Maschera nera, regia di Filippo Walter Ratti (1951)
- Lorenzaccio, regia di Raffaello Pacini (1951)
- Il romanzo della mia vita, regia di Lionello De Felice (1952)
- L'ingiusta condanna, regia di Giuseppe Masini (1952)
- Nessuno ha tradito, regia di  Roberto Bianchi Montero (1952)
- La nave delle donne maledette, regia di Raffaello Matarazzo (1953)
- La mia vita è tua, regia di Giuseppe Masini (1953)
- Capitan Fantasma, regia di Primo Zeglio (1953)
- Il terrore dell'Andalusia, regia di Ladislao Vajda – non accreditato (1953)
- I cinque dell'Adamello, regia di Pino Mercanti (1954)
- La barriera della legge, regia di  Piero Costa (1954)
- Napoli è sempre Napoli, regia di  Armando Fizzarotti (1954)
- Non scherzare con le donne, regia di Giuseppe Bennati (1955)
- Saranno uomini, regia di Silvio Siano (1956)
- Suprema confessione, regia di Sergio Corbucci (1956)
- Giovanni dalle bande nere, regia di Sergio Grieco (1956)
- Yalis, la vergine del Roncador, regia di Francesco De Robertis (1956)
- Il cielo brucia, regia di Giuseppe Masini (1957)
- La Gerusalemme liberata, regia di Carlo Ludovico Bragaglia (1957)
- Giuditta e Oloferne, regia di Fernando Cerchio (1958)
- Erode il grande, regia di Arnaldo Genoino e Viktor Turžanskij (1958)
- L'uomo dai calzoni corti, regia di Glauco Pellegrini (1958)
- I cosacchi, regia di Giorgio Rivalta e Viktor Turžanskij (1959)
- I cavalieri del diavolo, regia di Siro Marcellini (1959)
- Il mondo dei miracoli, regia di Luigi Capuano (1959)
- La scimitarra del Saraceno, regia di Piero Pierotti (1959)
- Gli avventurieri dei tropici, regia di Sergio Bergonzelli (1960)
- La tragica notte di Assisi, regia di Raffaello Pacini (1960)
- La donna dei faraoni, regia di Viktor Tourjansky (1960)
- Juke box - Urli d'amore, regia di Mauro Morassi (1960)
- La vendetta di Ercole, regia di Vittorio Cottafavi (1960)
- Il cavaliere dai cento volti, regia di Pino Mercanti (1960)
- Il rossetto, regia di Damiano Damiani – non accreditato (1960)
- Costantino il grande, regia di Lionello De Felice (1960)
- La strada dei giganti, regia di Guido Malatesta (1960)
- La vendetta di Ursus, regia di Luigi Capuano (1961)
- Spade senza bandiera, regia di Carlo Veo (1961)
- Giulio Cesare contro i pirati, regia di Sergio Grieco (1962)
- Giulio Cesare, il conquistatore delle Gallie, regia di Amerigo Anton (1962)
- D'Artagnan contro i 3 moschettieri, regia di Fulvio Tului (1963)
- Il capitano di ferro, regia di Sergio Grieco (1963)
- Brenno il nemico di Roma, regia di Giacomo Gentilomo – accreditato come Roland Gray (1963)
- Maciste contro i mongoli, regia di Domenico Paolella (1964)
- Golia alla conquista di Bagdad, regia di Domenico Paolella (1964)
- Anthar l'invincibile, regia di Antonio Margheriti (1964)
- Una spada per l'impero, regia di Sergio Grieco (1964)
- La rivolta dei pretoriani, regia di Alfonso Brescia (1964)
- Il magnifico gladiatore, regia di Alfonso Brescia (1964)
- Erik il vichingo, regia di Mario Caiano (1965)
- Sigpress contro Scotland Yard, regia di Guido Zurli (1967)
- Killer Kid, regia di Leopoldo Savona – non accreditato (1967)
- Rose rosse per il führer, regia di Fernando Di Leo (1967)
- Prega Dio... e scavati la fossa!, regia di Edoardo Mulargia (1967)
- Il pistolero segnato da Dio, regia di Jackson Calvin Padge (1968)
- Giurò... e li uccise ad uno ad uno... Piluk il timido, regia di Guido Celano (1968)
- Giorni di sangue, regia di Lorenzo Gicca Palli (1968)
- Lucrezia, regia di Osvaldo Civirani (1968)
- Ora X - Pattuglia suicida, regia di Gaetano Quartararo (1969)
- Dio perdoni la mia pistola, regia di Mario Gariazzo e Leopoldo Savona (1969)
- Un uomo chiamato Dakota, regia di Mario Sabatini (1971)
- Acquasanta Joe, regia di Mario Gaiazzo – accreditato come Fidel Green (1971)
- Il giorno del giudizio, regia di Mario Gaiazzo (1971)
- Quando i califfi avevano le corna..., regia di Amasi Damiani (1973)
- La sconosciuta, regia di Daniele D'Anza – miniserie TV, 2 episodi (1982)